# トーマス・ゴールド
トーマス・ゴールド（Thomas Gold, 1920年5月22日 – 2004年6月22日）はオーストリア生まれで、アメリカ合衆国で活動した天文物理学者である。フレッド・ホイル、ヘルマン・ボンディと共に定常宇宙論を提唱した。また石油の無機起源説を唱えたことでも知られる。学際的な分野、生物物理学、天文物理学、宇宙工学、地球物理学の分野に独特の観点で取組んだ。

## 生涯
ウィーンの出身でスイスで学んだ後、ケンブリッジ大学のトリニティ・カレッジで学んだ。第二次世界大戦の勃発により、敵国地域の出身ということで拘束された時に、同じ境遇のヘルマン・ボンディと会った。開放された後、ホイル、ボンディとレーダーの開発に従事し、3人は宇宙物理学の研究を共同で行った。1950年代に定常宇宙論を発表した。グリニッジ天文台、ハーバード大学で働いた後1959年からコーネル大学の宇宙物理学の教授となった。1964年王立協会フェロー選出。
ゴールドは宇宙と、磁気圏の研究を行った。ボンディと定常宇宙論を発展させた。1968年にパルサーが発見されると、パルサーが強い磁界を有する中性子星が高速で回転している天体であることを示した。
ゴールドは長い間、月の表面の岩石が熱サイクルの作用によってダスト状になって、厚く月の表面を覆っているという説を唱え、アメリカ月飛行衛星の計画に影響を与えたが、その問題はそれほど大きな障害になることはなかった。
2004年、死去。

## 石油の無機起源説を主張
石油は定説では大昔の生物の死骸が地下に埋もれて圧力・温度の下で分解して生成されたとする有機起源と考えられているが、有機起源説では存在を説明できない地層からも石油・天然ガスの貯留層が見つかっている。ゴールドは星間物質に大量に含まれる炭化水素を石油の起源とする石油の無機起源説を唱え、『地球深層ガス』『未知なる地底高熱生物圏』などの著書は日本でも翻訳されている。

## 主な受賞歴
- 1962年 リヒトマイヤー記念賞
- 1979年 フンボルト賞
- 1985年 王立天文学会ゴールドメダル